# シグリ・ウンセット
シグリ・ウンセット(Sigrid Undset, 1882年5月20日 - 1949年6月10日)は、ノルウェーの小説家。1928年ノーベル文学賞受賞者。

## 人物
デンマークのカルンドボー生まれ。一家は彼女が2歳の時にデンマークからノルウェーに移り住んだ。1924年にはカトリックへ改宗する。1940年、ナチス・ドイツの占領から逃れてアメリカ合衆国へ、そして第二次世界大戦終了の1945年に帰国した。
最も有名な作品は『クリスティン・ラヴランスダッテル Kristin Lavransdatter』である。同書は中世のノルウェーを舞台とした作品であり、1920年から1922年までに『花の冠』、『主婦』、『十字架』の三部作が出版された。ウンセットは1925年と1927年に出版した『オーラフ・アウドゥンスセン  Olav Audunssøn』2部作でノーベル文学賞を受賞した。
現在のノルウェー500クローネ紙幣には、ウンセットの若い時代の肖像が描かれている。

## 邦訳
- ふたりの母・瀬戸人形 ジグリット・ウンセット 宮原晃一郎訳　ノーベル賞文学叢書、今日の問題社、1940
- 花嫁の冠 矢崎源九郎訳　世界の文学　中央公論社、1966
- ヴィガ・コートとヴィグディス 稲富正彦訳 ノーベル賞文学全集　主婦の友社、1972
- 十字架 山室静,林穣二訳　キリスト教文学の世界　主婦の友社、1978